# Alphonse Guichenot
Antoine Alphonse Guichenot est un zoologiste français, né le 31 juillet 1809 à Paris et mort le 17 février 1876 à Cluny.

## Biographie
Fils d’un jardinier du Muséum national d'histoire naturelle, il y suit l’enseignement à partir de 1828. En 1833, il devient préparateur à la chaire des reptiles et des poissons.
Il participe en 1839 et jusqu’en 1842, à une mission en Algérie. De 1856 à sa retraite, en 1872, il occupe la place d’aide-naturaliste.
Il fait paraître de nombreux travaux sur les poissons et les reptiles.

## Liste partielle des publications
- 1866 : Notice sur un nouveau genre de la famille des Cottoides, du muséum de Paris. Mém. Soc. Imp. Sci. Nat. Cherbourg v. 12 (Ser. 2, v. 2) : 253-256, Pl. 9.
- 1869 : Notice sur quelques poissons inédits de Madagascar et de la Chine. Nouv. Arch. Mus. Hist. Nat. Paris, v. 5 (fasc. 3) : 193-206, Pl. 12.